# Ибраев, Рашид Турарович
Рашид Турарович Ибраев (16 июня 1948, с. Ванновка, Тюлькубасский р-н, Чимкентская обл.) — казахстанский государственный деятель, дипломат.

## Биография
В 1962 году вступил в ряды ВЛКСМ.
В 1970 году окончил Ташкентский политехнический институт, в 1980 году — Академию общественных наук при ЦК КПСС, в 1989 году — аспирантура Академии общественных наук при ЦК КПСС
В 1970—1971 годах — инженер-механик Алма-Атинской гидрогеологической экспедиции.
С 1971 по 1972 год — инженер-конструктор, секретарь комитета комсомола фирмы «Кзыл-Ту» (Алма-Аты).
В 1972—1976 годах — заведующий учебной частью республиканской комсомольской школы, инструктор, ответственный организатор, заместитель заведующего организационным отделом ЦК ЛКСМ Казахстана.
С 1976 по 1978 годы — первый секретарь Чимкентского обкома ЛКСМ Казахстана.
В 1978—1980 годах — первый секретарь Туркестанского горкома партии.
В 1980—1986 годах — председатель Чимкентского горисполкома.
В 1986—1989 годах — аспирант Академии общественных наук при ЦК КПСС.
С 1989 по 1991 год — инспектор, второй секретарь Чимкентского обкома партии.
С 28 августа по 8 сентября 1991 Председатель оргбюро по подготовке и проведению Чрезвычайного и последнего XVIII съезда КП Казахстана.
С 1991 по 1992 год — заместитель председателя Чимкентского облисполкома.
В 1992 году — первый вице-президент республиканского концерна «Казфармбиопром».
В 1992—1994 годах — председатель Южно-Казахстанского областного совета народных депутатов.
В 1994—1995 годах — депутат Верховного совета Республики Казахстан.
С мая 1995 по август 1998 года — посол Казахстана в Индии
С августа 1998 года — посол Казахстана в Азербайджане, с января 1999 года — посол в Грузии по совместительству.
В июле 2002—2006 года — Чрезвычайный и полномочный посол Казахстана в Литве, Латвии и Эстонии;
15 мая 2006 года Указом Главы государства назначен Чрезвычайным и Полномочным Послом Республики Казахстан в Венгрии и освобождён от должности Чрезвычайного и Полномочного Посла Республики Казахстан в Литве, Латвии, Эстонии.
8 ноября 2006 года Указом Главы государства назначен Чрезвычайным и Полномочным Послом Республики Казахстан в Республике Босния и Герцеговина по совместительству.
22 сентября 2007 года Указом Главы государства назначен Чрезвычайным и Полномочным Послом Республики Казахстан в Республике Македония, Республике Сербия, Республике Черногория, Республике Словения по совместительству.
В сентября 2010 года стал академиком Международной академии информатизации.
В 2010 году стал почётным профессором университета им. Яноша Кодолани, г. Секешфехервар, Венгрия.
7 ноября 2012 года Указом Президента освобожден от должности Чрезвычайного и Полномочного Посла Республики Казахстан в Венгрии, Чрезвычайного и Полномочного Посла Республики Казахстан в Республике Босния и Герцеговина, в Бывшей Югославской Республике Македония, Республике Сербия, Республике Черногория, Республике Словения по совместительству.

## Награды
- Одиннадцать медалей РК и медаль «Онтүстік қазақстан обласыңа сінірген еңбегі үшін»
- Орден Достык 2-й степени (2002г.)
- Орден «Курмет» (2023г.)
- Командор ордена Трёх звёзд (Латвия, 2006)
- Командор со звездой ордена Заслуг (Венгрия, 2012)[5]
- Почётный гражданин города Шымкент
- 2013 — заслуженный работник дипломатической службы Республики Казахстан.
- 2017 — За вклад во внешнюю политику Республики Казахстан награждён медалью МИД РК «Назир Торекулов»
- 2018 — нагрудный знак «За особый вклад в развитие города Шымкет»